# Портрет Александра I верхом на коне (картина Доу)
«Портрет Александра I верхом на коне» — картина работы Джорджа Доу из собрания Музеев Московского Кремля, некогда выставлявшаяся в Военной галерее Зимнего дворца.
При проектировании Военной галереи Зимнего дворца в ней было запланировано размещение трёх конных портретов: российского императора Александра I в центре на торцевой стене, и рядом с ним на боковых стенах австрийского императора Франца I и прусского короля Фридриха Вильгельма III. В Российском государственном историческом архиве хранится акварельный эскиз торцевой стены Военной галереи работы К. И. Росси, где сразу был схематично показан конный портрет императора.
В 1822 году Доу сделал эскиз конного портрета Александра I, скачущего под аркой. Из-за одновременного колоссального объёма работ по написанию других портретов для Военной галереи работа над конным портретом императора сильно затянулась, и он долгое время находился в незаконченном виде. Поэтому к открытию Военной галереи, состоявшемуся 25 декабря 1826 года, в ней был временно помещён ростовой портрет Александра I работы Д. Доу, написанный в 1823 году. На нём император изображён стоящим на фоне пейзажа со шляпой в руке. Этот портрет восходит по своему типу к портрету Александра I работы Доу из Виндзорского замка и известен во множестве авторских повторений, на которых варьировались мундиры императора и фоновый пейзаж. А. А. Подмазо считает, что был выставлен портрет, значащийся в описях Эрмитажа под инвентарным № Оп.1—33 (холст, масло, 246 × 165 см); этот портрет на обороте холста содержит авторскую подпись и дату 1823 год, то есть является самым ранним из всех известных российских вариантов этого типа, также на нём имеется авторская надпись о непосредственном позировании императора художнику: May 28 1823 first sitting given by the Emperor. Однако только в собрании самого Эрмитажа имеется три подобных портрета работы Доу: портрет под инв. № ГЭ-4467 к началу XX века выставлялся в Александровском зале Зимнего дворца (холст, масло, 238 × 152,3 см) , а портрет под инв. № ГЭ-4947 (холст, масло, 238,5 × 152,3 см, датирован самим Доу 1824 годом) происходит из собрания принцессы Е. Г. Саксен-Альтенбургской и хранился в Каменноостровском дворце, причем хранитель британской живописи в Эрмитаже Е. П. Ренне предполагает, что он там находился с 1820-х годов, поскольку дворец тогда принадлежал императору. Кроме того, известно ещё несколько авторских повторений портрета этого типа, хранящихся как в пригородных императорских дворцах, так и в других музеях России (в том числе в Русском музее три варианта).
При открытии Военной галереи конные портреты прусского короля и австрийского императора также отсутствовали.

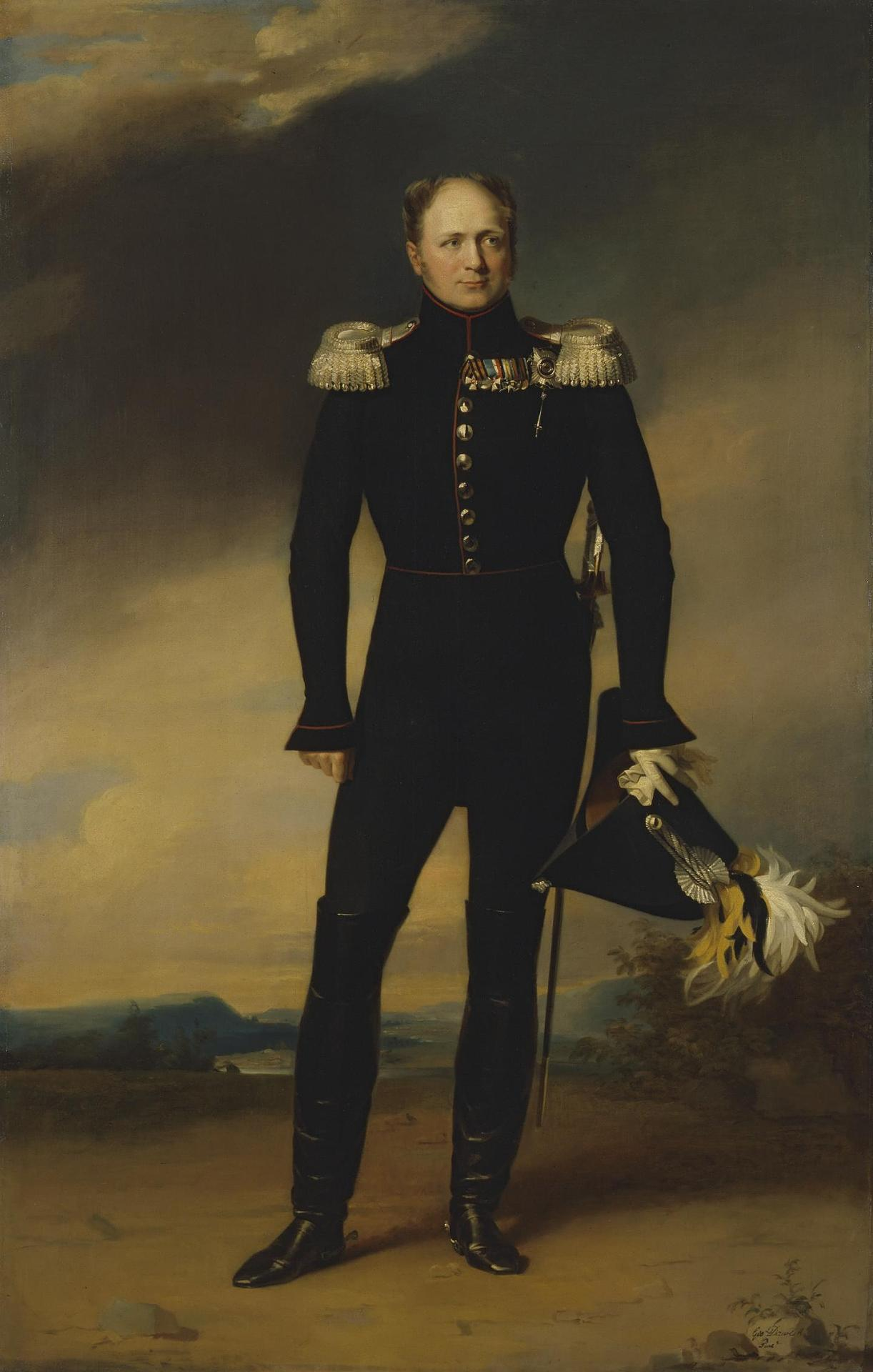
Дж. Доу. «Портрет Александра I». Холст, масло. Эрмитаж, инв. № 4467. Портрет такого типа первоначально выставлялся в Военной галерее

Конный портрет Александра I был закончен Доу в 1827 году, сначала он был продемонстрирован публике на выставке Академии художеств в Таврическом дворце, а в декабре был помещён в Военную галерею. Этот портрет вызвал неоднозначную реакцию, многие его хвалили, но он также получил и изрядную порцию критики, в частности, издатель журнала «Отечественные записки» П. П. Свиньин писал: «К сожалению г. Дов не был столь счастлив в изображении Александра на коне… Тщетно будете искать в лице великодушного Победителя той ангельской улыбки, которая обворожила Парижан при первом появлении Его в пределах оного… О лошади не станем и говорить: не было зрителя, который бы не заметил важных её недостатков и не пожелал, чтобы они были исправлены художником».

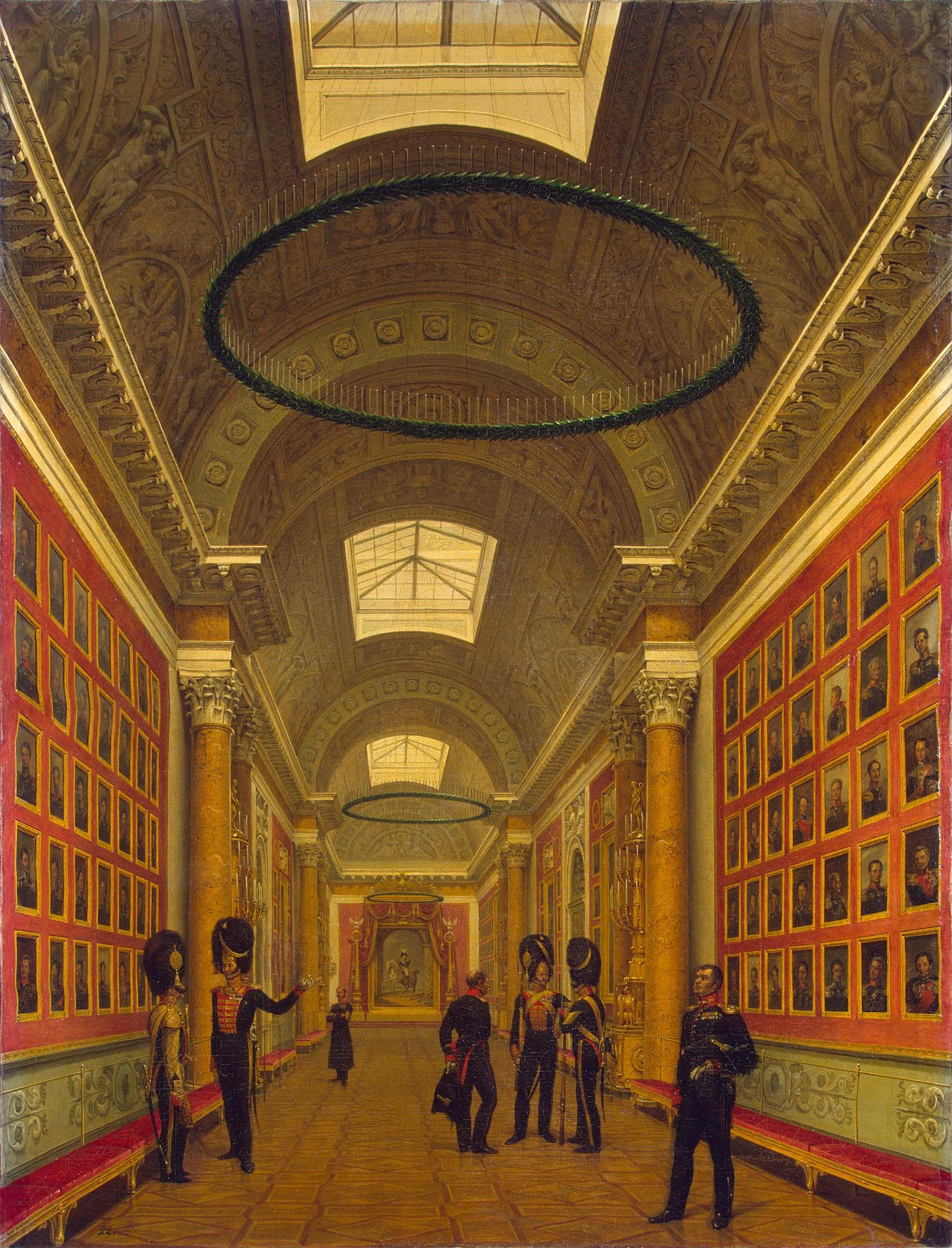
Г. Г. Чернецов. «Перспективный вид Военной галереи 1812 года в Зимнем дворце». 1829 год. Эрмитаж. В торце галереи виден портрет Александра I работы Доу

В связи с критикой Доу вынужден был переделать портрет, который в Военную галерею поступил в 1829 году, уже после смерти художника. Хранитель Эрмитажа действительный статский советник Ф. И. Лабенский весной 1830 года отмечал: «по причине увеличения портрета г-м Довом, прежняя рама оказалась к переделке вовсе невозможною, потому что хотя и можно было наставить оную, то излишняя широта профиля не позволила бы поместить её в назначенном по рисунку месте. По сим причинам нужно было заказать раму новую с меньшим профилем; к балдахину надобно сделать новый карниз с резьбою и позолотою и прибавить ширину арматуры, которую нужно было тоже перезолотить…». В связи с этим Николай I одобрил новую значительную переделку убранства картины. В частности, был значительно уменьшен балдахин, покрывающий картину в верхней её части (и ещё более сокращён после реконструкции галереи в 1838—1839 годах), серьёзно переделаны арматурные колонны, обрамляющие картину по бокам и полностью перестроен ящик для хранения знамён Роты дворцовых гренадер, располагавшийся под картиной; также для лучшего освещения существенно ниже была опущена люстра, находившаяся в этой части зала.
Этот портрет также вызвал многочисленные нарекания, и в конце концов было принято решение о заказе нового портрета немецкому художнику Францу Крюгеру — конный портрет прусского короля Фридриха Вильгельма III его работы в 1832 году также был помещён в галерею, и в сравнении с ним на портрете работы Доу были особенно сильно заметны искажения в пропорциях и в перспективе, а также недостатки в общем пространственном построении. А. Г. Венецианов уничижительно отмечал «нерадивый» рисунок и упрекал Доу в пренебрежении закономерностями линейной перспективы, без соблюдения которых «нельзя написать такой картины». Этот последний вариант Доу запечатлён на картине Г. Г. Чернецова «Перспективный вид Военной галереи 1812 года в Зимнем дворце», написанной в 1829 году и также хранящейся в Эрмитаже (холст, масло, 121 × 92 см, инвентарный № ЭРЖ-2433). Крюгер закончил работу над портретом Александра I лишь в 1837 году, и он сразу же был отправлен из Берлина в Санкт-Петербург.

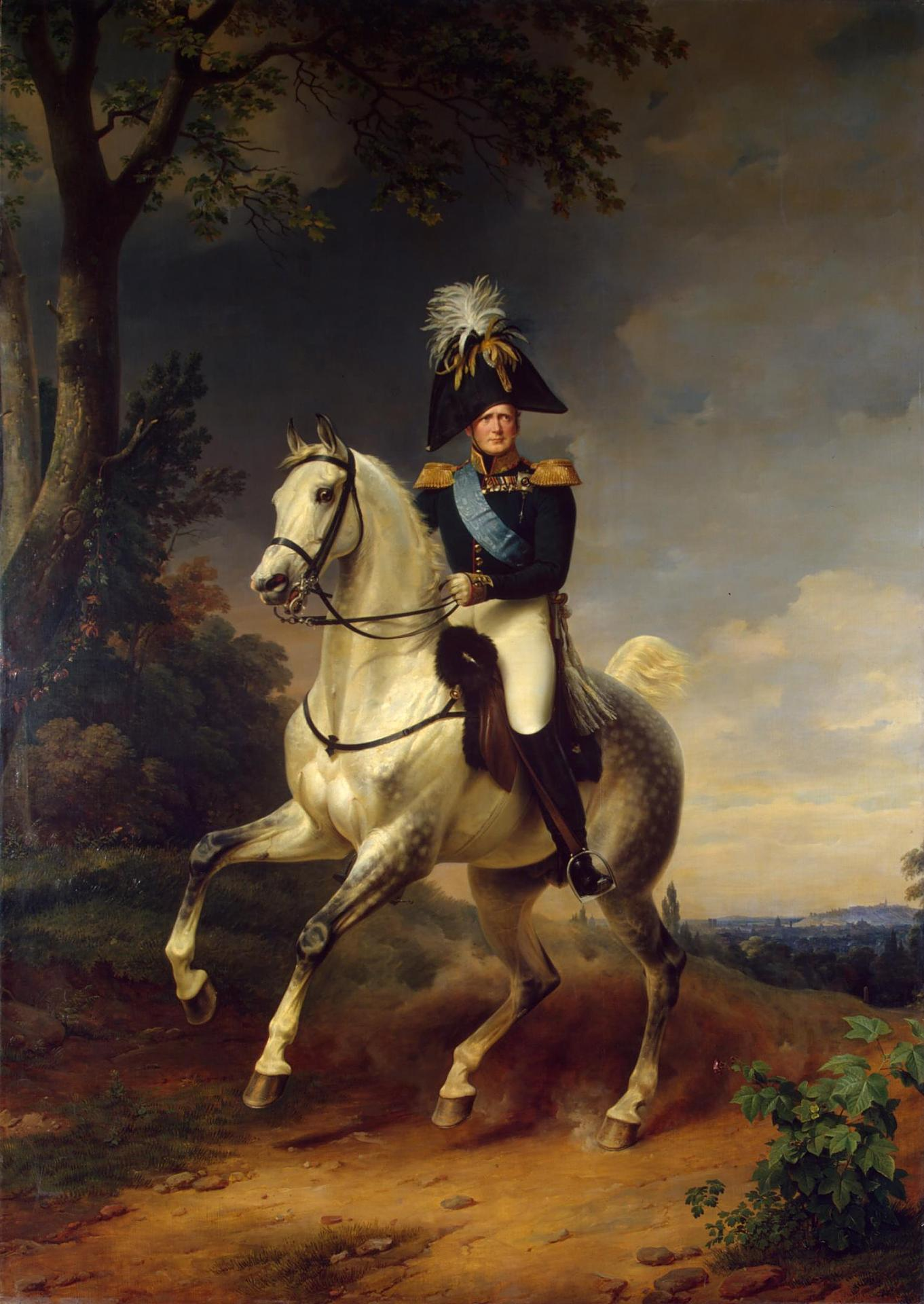
Ф. Крюгер. «Портрет Александра I верхом на коне». 1837 год. Эрмитаж. В 1839 году выставлен в Военной галерее вместо портрета работы Доу

В декабре 1837 года в Зимнем дворце вспыхнул большой пожар, уничтоживший в том числе и зал Военной галереи; все портреты, включая и конный портрет Александра I, были спасены солдатами Роты дворцовых гренадер и гвардейских полков, находившихся во дворце на караулах и участвовавших в тушении огня и эвакуации дворцового имущества.
В 1839 году, перед открытием Военной галереи после реконструкции император Николай I приказал «портрет Императора Александра Павловича верхом, писанный художником Дове, находившийся наперёд сего в портретной галерее, отослать в Москву для помещения там во вновь устраиваемом дворце» (имеется в виду Большой Кремлёвский дворец, который как раз в это время начали строить). Портрет хранился в Кремле в Оружейной палате, после Октябрьской революции его оттуда убрали, и он долгое время лежал свёрнутым в подвалах Успенского собора.
В начале 2010 года его развернули и из-за крайне плохого состояния отправили во Всероссийский художественный научно-реставрационный центр имени И. Э. Грабаря на реставрацию. Однако там в июле того же года вспыхнул пожар; картину удалось спасти, но она получила новые, весьма значительные повреждения. По сообщению заведующей отделом реставрации масляной живописи Центра им. Грабаря Надежды Кошкиной, «картина была на рабочем подрамнике. Перекладина сгорела, и два метра с одной и другой стороны не сохранились».
По состоянию на 2013 год картина по-прежнему находится в сильно повреждённом виде, числится в собрании Музеев Московского Кремля, хранится в запасниках и ждёт своей очереди на реставрацию.
Судьба первого варианта конного портрета Александра I после его замены новой картиной Доу не установлена. Также неизвестна судьба предварительного эскиза 1822 года.